# Тоса-Сінден-хан

Мон роду Ямауті

Тоса-Сінден-хан (яп. 土佐新田藩, とさしんでんはん) — хан в Японії, у провінції Тоса, регіоні Шікоку. Дочірній хан Тоса-хану.

## Короткі відомості
- Адміністративний центр: містечко Коті-Сінден (сучасне містечко Коті префектури Коті).

- Інші назви: Коті-Сінден-хан (土佐新田藩).

- Дохід: 13 000 коку.

- Управлявся родом Ямауті, що належав до тодзама і мав статус володаря табору (陣屋). Голови роду мали право бути присутніми у вербовій залі сьоґуна.

- Ліквідований в 1871.

## Правителі
| № | Ім'я            | Ім'я     | Роки        | Ранг, титул     | Примітки                      |
| - | --------------- | -------- | ----------- | --------------- | ----------------------------- |
| 1 | Ямауті Тойотада | 山内豊産 | 1780 — 1783 | 従五位下 遠江守 | Четвертий син Ямауті Тойонарі |
| 2 | Ямауті Тойоясу  | 山内豊泰 | 1783 — 1803 | 従五位下 摂津守 | П'ятий син Ямауті Тойонобу    |
| 3 | Ямауті Тойотаке | 山内豊武 | 1803 — 1825 | 従五位下 遠江守 | Старший син Ямауті Тойоясу    |
| 4 | Ямауті Тойоката | 山内豊賢 | 1825 — 1856 | 従五位下 遠江守 | Старший син Ямауті Тойотаке   |
| 5 | Ямауті Тойойосі | 山内豊福 | 1856 — 1868 | 従五位下 遠江守 | Другий син Куроди Наґамото    |
| 6 | Ямауті Тойосіґе | 山内豊誠 | 1868 — 1871 | 従五位 侍従     | Старший син Ямауті Тойоміцу   |